# غريسوليا
غريسوليا (كالابريان: Grìsulia) هي كومونا ومدينة في مقاطعة كزنسة في منطقة قلورية، جنوب إيطاليا.